# Руді Гутендорф
Руді Гутендорф (нім. Rudi Gutendorf; 30 серпня 1926, Кобленц — 13 вересня 2019, Нойвід) — німецький футболіст, що грав на позиції нападника. По завершенні ігрової кар'єри — тренер.
Насамперед відомий як абсолютний рекордсмен за кількістю команд, з якими працював як головний тренер, — протягом більш ніж 50 років роботи очолював тренерські штаби 55 команд з усіх континентів, крім Антарктиди, включаючи національні збірні 18 країн. Це досягнення закріпило за тренером прізвисько «непосидючий Руді» і забезпечило йому місце у Книзі рекордів Гіннеса.

## Ігрова кар'єра
У дорослому футболі дебютував 1944 року виступами за команду клубу «Ноєндорф» з рідного міста, в якій грав на позиції нападника протягом першого повоєнного десятиріччя.

## Кар'єра тренера
Паралельно з виступами на футбольному полі вже з середини 1940-х років працював тренером у німецьких нижчолігових командах. 1953 року пройшов курс тренерської підготовки у відомого тренера Зеппа Гербергера і отримав тренерську ліцензію.
Розпочав роботу з професійними командами 1955 року у Швейцарії, де працював спочатку з «Блу Старз» (Цюрих), а згодом з «Люцерном», з яким здобув свій перший трофей, вигравши 1960 року Кубок Швейцарії.
Невдовзі набув свого першого досвіду роботи в Африці, пропрацювавши 1961 року головним тренером туніського клубу «Монастір».
1963 року повернувся на батьківщину, прийнявши пропозицію очолити тренерський штаб дуйсбурзького «Майдеріхера» напередодні початку сезону 1963/64, першого сезону щойно створеної Бундесліги. Цей дебютний сезон професійної загальнонімецької футбольної ліги був ознаменований чи не найбільшим успіхом у більш ніж півстолітній тренерській кар'єрі Гутендорфа — очолювана ним команда стала віце-чемпіоном Німеччини, поступившись лише «Кельну». Критично оцінюючи можливості своїх гравців, Гутендорф запровадив одну з найбільш захисних тактик свого часу — більшість матчів «Майдеріхер» розпочинав обороняючись майже усім складом і лишаючи попереду лише одного нападника, коли ж тренер бачив, що суперник роздратований неможливістю пробити оборону його команди і втрачає обережність, то він подавав знак, за яким усі гравці «Майдеріхера» виходили в масовану атаку, зазвичай результативну.
Повторити цей успіх ані наступного сезону з тим же «Майдеріхером», ані в сезоні 1965/66, в якому Гутендорф уже тренував «Штутгарт», тренеру не вдалося — його команди посіли відповідно сьоме і одинадцяте місця в Бундеслізі.
1966 уперше попрямував за океан, де спочатку тренував американський клуб «Сент-Луїс Старс», а за два роки очолив першу у свої кар'єрі національну команду, ставши головним тренером збірної Бермудських островів.
Проте вже того ж 1968 року повернувся на батьківщину, де протягом двох років очолював «Шальке 04», а потім провів один сезон на чолі «Кікерс» (Оффенбах). Під його керівництвом «Шальке» вдалося досить успішно виступити в Кубку Кубків УЄФА 1969/70, де німці лише у півфіналі поступилися «Манчестер Сіті». У «Шальке» Гутендорф також став відомим новаторською мотивацією своїх гравців — на тренування вони збиралися о п'ятій ранку біля однієї з місцевих вугільних шахт, де могли на власні очі побачити важкі умови праці шахтарів Рурського вугільного басейну, що становили основну масу вболівальників гельзенкірхенської команди.
Згодом протягом 1971—1974 років працював у Південній Америці, куди переїхав, прийнявши пропозицію очолити команду перуанського клубу «Спортінг Крістал». 1972 року очолив тренерський штаб збірної Чилі. Під його керівництвом чилійці досить успішно почали відбір на Чемпіонат світу 1974 року і врешті-решт команда кваліфікувалася на мундіаль, що проходив на батьківщині тренера, у Німеччині. Проте вирішальні матчі відбору збірна проводила вже під керівництвом Луїса Аламоса, оскільки Гутендорф, якого вважали пов'язаним з президентом країни Сальвадором Альєнде, був змушений спішно залишити Чилі після військового перевороту восени 1973 року. Попрацювавши нетривалий час з іншими південноамериканськими командами, Болівією і Венесуелою у 1974 році, того ж року знову повернувся на батьківщину.
Після нетривалої роботи у клубі «Мюнхен 1860» з Другої Бундесліги очолив у січні 1975 року інший друголіговий клуб, цього разу іспанський, «Реал Вальядолід». На момент його приходу вальядолідська команда була серед аутсайдерів, маючи реальний шанс вильоту до третього іспанського дивізіону. Німецькому тренеру вдалося у 18 матчах, що залишалися, набрати 23 очки (за схемою 2 очки за перемогу) і зберегти за командою місце у Сегунді. Попри це по завершенні сезону він залишив Іспанію і наступний сезон 1975/76 провів на батьківщині, працюючи з кельнською «Фортуною».
Протягом решти 1976 року встиг попрацювати відразу з трьома збірними країн Карибського регіону — Тринідаду і Тобаго, Гренади та Антигуа і Барбуди, а також додати до свого послужного списку й першу національну команду з Африки, якою стала збірна Ботсвани.
Після традиційно для нього нетривалої роботи на батьківщині з командами «Теніс Боруссія» і «Гамбург» 1978 року відправився до Тихоокеанського регіону. Спочатку очолював збірну Австралії, згодом був представником тренерської програми ФІФА на Філіппінах та був головним тренером збірних Нової Каледонії, Фіджі і Тонги. У той же період кар'єри недовго керував збірною Непалу.
Наприкінці 1981 року відгукнувся на пропозицію попрацювати зі збірною Танзанії. Також працював з місцевими клубними командами «Янг Афріканс» і «Аруша».
1982 року перебрався до Японії, де очолив команду клубу «Йоміурі», з яким 1984 року виборов Кубок Імператора, а також став першим в історії тренером-іноземцем, якому вдалося виграти Японську футбольну лігу.
1984 року знову ненадовго повернувся на батьківщину, де очолював друголігову на той час західноберлінську «Герту». У тому ж році повернувся до роботи з екзотичними футбольними збірними, наступною з яких стала збірна Сан-Томе і Принсіпі, наступного року — Гана, ще за рік — вже знайома йому збірна Непалу, а 1987 року також знайома збірна Фіджі.
У 1988 році прийняв пропозицію попрацювати зі збірною Китаю, а згодом того ж року став тренером олімпійської збірної Ірану. Він підготував команду, яка згодом стала золотим медалістом Азійських ігор 1990 року, проте вже без європейського тренера, якого змістило з посади ісламське керівництво країни.
Наступним місцем роботи спеціаліста стала також олімпійська збірна, цього разу китайська, з якою він брав участь у відборі на Олімпійські ігри 1992 року. Китайці впевнено подолали перший етап кваліфікаційного турніру, а в другому посіли четверте місце, поступившись кувейтцям у боротьбі за третю позицію, що давала путівку на Олімпіаду, лише за гіршою різницею голів.
Решту 1990-х пропрацював в Африці, де тренував збірну Маврикія у 1993 і 1997 роках, збірну Зімбабве протягом 1995—1996, а також збірну Руанди у 1999—2000 роках. Саме роботу з останньою командою тренер неодноразово називав однією з найяскравіших сторінок своєї тренерської кар'єри, де він не стільки досягнув спортивних результатів, скільки сприяв подоланню соціальних наслідків нещодавньої громадянської війни і подальшого геноциду тутсі. Він свідомо залучив до збірної країни порівну представників обох ворогуючих народностей (хуту і тутсі) і значну частину її підготовки приділяв психологічній роботі з донедавна смертними ворогами. Найемоційнішим моментом цього етапу своєї кар'єр Гутендорф вважав перший матч відбору на чемпіонат світу 2002 року, в якому 9 квітня 2000 року руандійці на домашньому полі протистояли одній з найсильніших збірних континенту, Кот-д'Івуару. Господарі здобули нічию 2:2, яку представники ворогуючих народностей Руанди спільно святкували як на полі, так й на трибунах стадіону.
Останнім місцем тренерської роботи була збірна Самоа, головним тренером якої 77-річний Руді Гутендорф був протягом 2003 року. Згодом, у 2013, тренер висловлював готовність і бажання попрацювати з однією з команд Бундесліги, проте скаржився на небажання президентів клубів ліги ризикувати, призначаючи 86-річного на той час спеціаліста.

## Нагороди
1997 року став кавалером ордена «За заслуги перед ФРН» на знак визнання внеску в розвиток спорту і сприяння репутації ФРН за кордоном. 2011 року він став офіцером того ж ордена, чим було відзначено зокрема внесок у нормалізацію ситуації в Руанді, футбольну збірну якої він свого часу очолив на прохання уряду ФРН.

## Цікаві факти
- Працюючи в досить екзотичних з футбольного погляду країнах, неодноразово стикався з проявами корупції, оприлюднивши щонайменше два епізоди. У першому з них йому як головному тренеру збірної Непалу було запропоновано 500 тисяч доларів від «нафтового шейха» за програш з рахунком 0:8 в одному з матчів Азійських ігор. Єдиною збірною «нафтової» країни у групі Непалу на Азійських іграх 1986 року був Кувейт, якому непальці програли з рахунком 0:5. У другому епізоді, за зізнанням Гутендорфа, він особисто підкупив арбітра в перерві гри Непалу проти збірної Індії за прийняття рішення про продовження матчу попри істотне погіршання погоди, яке ризикувало перенесенням другої половини гри. Арбітр прийняв хабар у вигляді пляшки віскі й по перерві продовжив гру, яка закінчилася з рахунком 1:0 на користь команди Гутендорфа, бутси якої, на відміну від суперників, мали шипи, що годилися для гри за такої погоди[6].

## Титули і досягнення
- Володар Кубка Швейцарії (1): 1959–1960
- Володар Кубка націй ОФК: 1980
- Чемпіон Японії (1): 1984
- Володар Кубка Імператора (1): 1984